# يغموش صغير
يغموش صغير (الاسم العلمي:Amblyomma parvum) هو نوع من الحيوانات يتبع جنس اليغموش من فصيلة اللبوديات الصلبة.